# Bluzger
Der Bluzger oder Blutzger war eine geringwertige schweizerische beziehungsweise Bündner Billonmünze, die ab 1503 bis Ende des 18. Jahrhunderts vom Bischof und der Stadt Chur, im 17. und 18. Jahrhundert von der Herrschaft Haldenstein und im frühen 18. Jahrhundert überdies kurze Zeit auch von der Freiherrschaft Reichenau und von Appenzell Innerrhoden emittiert wurde. Als Nachfolger der Drei Bünde gab auch der Kanton Graubünden von 1807 bis 1842 Bluzger im Wert von einem Sechstel Batzen aus.
Die Münze hatte das sogenannte Bluzgerkreuz im Gepräge und konnte deshalb leicht mit dem höherwertigen Kreuzer verwechselt werden.
Im Wert entsprach der Bluzger im 18. Jahrhundert gemäss Johann Jacob Leus Lexikon 3 Pfennig oder drei Viertel Schilling, und 70 Bluzger kamen auf 1 Gulden; laut Franz Joseph Stalders Wörterbuch entsprach er im frühen 17. Jahrhundert einem halben Plappart, und gemäss dem Helvetischen Kalender von 1784 gingen 5 Bluzger auf 1 Batzen. 1831 entsprachen laut dem Davoser Landbuch 4 Bluzger 1 Schilling respektive 70 Bluzger 1 Gulden.